# 바르디아 전투
바르디아 전투는 1941년 1월 3일부터 1월 5일까지 제2차 세계 대전의 서부 사막 전역에서 일어난 전투이다.